# 名古屋市営バス稲西営業所
名古屋市営バス稲西営業所（なごやしえいバスいなにしえいぎょうしょ）は、愛知県名古屋市中村区稲西町171にある名古屋市営バスの営業所。最寄のバス停留所は稲西車庫であり、主に名古屋駅発着、中村区、中川区北東部の路線を担当している。

## 沿革
- 1967年（昭和42年）4月1日 : 稲葉地電車自動車運輸事務所（元々は市電の稲葉地電車運輸事務所）の稲西分所として開設。
- 1969年（昭和44年）8月1日 : 稲葉地電車自動車運輸事務所から独立し、稲西自動車運輸事務所に改称。
- 1982年（昭和57年）12月1日 : 稲西営業所に改称。

## 主担当路線

### 幹栄2号系統
|    | 起点     | 主な経由地 | 主な経由地   | 主な経由地   | 主な経由地 | 主な経由地 | 終点       | 備考            |
| -- | -------- | ---------- | ------------ | ------------ | ---------- | ---------- | ---------- | --------------- |
| 本 | 栄       | 笹島町     | 地下鉄太閤通 | 大門通       | 中村公園   | 稲葉地町   | 新大正橋西 |                 |
| 出 | 稲葉地町 | 中村公園   | 大門通       | 地下鉄太閤通 | 笹島町     | ---        | 栄         | 始発のみで→のみ |

概要
当系統は、栄と大治町とを、太閤通（愛知県道68号名古屋津島線）と広小路通（愛知県道60号名古屋長久手線）を経由して結ぶ路線である。市電2号系統（覚王山 - 稲葉地町）の代替機能も併せ持つ。
栄-稲葉地町間は名鉄バス名古屋・津島線（栄・名鉄バスセンター-大坪・津島駅）との共同運行区間であるため、共通乗車マークのついた定期券で相互のバスに乗車することが可能である（ただし市バスは前乗後降、名鉄バスは後乗前降）。〔名駅24〕や〔中村14〕とは異なり、本系統には大治西条発着便は存在しない。〔栄24〕や名鉄バス栄発着便と同様に名古屋駅は直接経由しないが、笹島町停留所から徒歩連絡が可能である。
沿革
1998年（平成10年）の系統再編前の番号は、1984年の幹線バス設定前は〔51〕、設定後は〔幹線12〕であった。
長い間稲葉地町を起終点とし、稲葉地町-稲西車庫間は回送であったが、庄内川と新川を渡る大正橋が新大正橋に架け替えられたのを機に、対岸の大治町側に新たに回転場を設けて路線を延長した。
平成30年4月1日より中村保健所南停留所の名称が同市の保健所組織改正に伴う名称変更より、中村保健センター南停留所に変更された。更に、令和5年1月4日より名称が大門通西に再び変更された。
令和5年1月4日より中村区役所の移転および地下鉄駅の名称変更に伴い、地下鉄太閤通停留所に変更された（他系統も同様。以下省略）。
停留所およびダイヤ
昼間は1時間あたり2本の運行である（土曜・休日のみ等間隔）。
市電の代替ということもあり、栄発の最終便の発車時刻が23時41分（2019年現在）、終点新大正橋西の到着時刻が翌日0時17分（2019年現在）と市バスの中では深夜バスを除いて一番遅い。また新大正橋西発も最終便は23時00分と都心方面へ向かう便としては遅い。なお、運行時間帯が24時を跨ぐのは深夜バスを除けば上記便と〔基幹2〕の栄発四軒家行き最終便のみである。

### 幹中村1号系統
|    | 起点     | 主な経由地 | 主な経由地 | 主な経由地 | 終点   |
| -- | -------- | ---------- | ---------- | ---------- | ------ |
| 本 | 中村公園 | 地下鉄岩塚 | 万場大橋   | 千音寺     | 戸田荘 |

概要
当系統は、地下鉄中村公園駅と中川区万場・赤星の各地区を愛知県道115号津島七宝名古屋線経由で結ぶ路線である。万場付近から都心へ直通する道路が少ないためこの路線は本数が多くなっている。また、本系統を含めた戸田荘に行く路線（南方向から戸田荘に入る南陽巡回を除く）は終点に着く直前にあま市内（旧七宝町）を僅かに通過しているが、停留所は設置されていない。
沿革
1998年（平成10年）の系統再編前の番号は〔幹線11〕、1984年（昭和59年）の路線改正で〔150〕から〔15〕に改正されている。
停留所およびダイヤ
昼間は1時間あたり4本（等間隔ではない）運行している。地下鉄岩塚以西は〔金山23〕や名鉄バス岩塚線も運行されており、両系統を補完している。

### 名駅21号系統・栄24号系統
|        | 起点     | 主な経由地 | 主な経由地 | 主な経由地 | 主な経由地 | 主な経由地 | 主な経由地 | 主な経由地 | 終点     |
| ------ | -------- | ---------- | ---------- | ---------- | ---------- | ---------- | ---------- | ---------- | -------- |
| 栄24   | 栄       | 広小路伏見 | 笹島町     | 笈瀬通     | 権現通     | 千成通     | 豊国通四   | 鴨付町     | 稲西車庫 |
| 名駅21 | 名古屋駅 | ーーー     | 笹島町     | 笈瀬通     | 権現通     | 千成通     | 豊国通四   | 鴨付町     | 稲西車庫 |

旧番号は〔12〕。なお、支線である〔12イ〕については中村13号系統の項を参照のこと。
名古屋駅は直接経由しないが、笹島町停留所から徒歩圏内にあり、接続している。
日中の運行本数は毎時3本程度で、平日ラッシュなどには増便される。〔中村13〕と同様に同朋大学・名古屋音楽大学・同朋高校への通学路線としての意味合いがある。
2024年の再編で名駅21が新設され、平日昼間に運行される。廃止された〔中村13〕の稲西車庫循環の代わりとも言えるが、実際としては栄24の区間便のような扱いである。また同時に豊正中学校前停留所は豊正中学校に改称された。(他系統も同様で、以下記載を省略する。)
平成23年度より、黒字を維持している。

### 名駅22号系統・名駅23号系統
|        |        | 起点     | 主な経由地 | 主な経由地   | 主な経由地 | 主な経由地 | 主な経由地 | 主な経由地 | 主な経由地 | 終点           | 備考                              |
| ------ | ------ | -------- | ---------- | ------------ | ---------- | ---------- | ---------- | ---------- | ---------- | -------------- | --------------------------------- |
| 名駅22 | 名駅22 | 名古屋駅 | 本陣       | 大門         | 大門通     | 城西病院   | 近鉄烏森   | ---        | 竪出       | 横井町         | ノンステップバス (主に中型)で運行 |
| 名駅23 | 本     | 名古屋駅 | 笹島町     | 地下鉄太閤通 | 大門通     | 城西病院   | 地下鉄岩塚 | 並木町     | 竪出       | 横井町         |                                   |
| 名駅23 | 支     | 名古屋駅 | 笹島町     | 地下鉄太閤通 | 大門通     | 城西病院   | 地下鉄岩塚 | ---        | ---        | 岩塚本通四丁目 |                                   |

旧番号は〔125〕。1989年の再編時に並木町 - 竪出で並木2を経由する支線が設けられ、これが1998年の再編で烏森駅を経由するように変更されたのが〔名駅22〕であり、従来の路線が〔名駅23〕となった。両系統は城西病院 - 竪出の経路が異なる。
なお、昭和50年代には現在の地下鉄岩塚を経由せず、城西病院前からさらに南の道（佐屋街道）を岩塚石橋へ抜けていた。
2019年の再編時に城西病院前停留所が城西病院に改称された。
2024年の再編で〔名駅22〕は大門、本陣を経由する経路に変更された。
平成20年度の営業係数は、名駅22号系統が202、名駅23号系統が144であった。
両系統ともほぼ終日、60分毎の運行。［支］は朝と夜間のみの運行である。

### 名駅24号系統・中村14号系統
|        | 起点     | 主な経由地 | 主な経由地 | 主な経由地 | 主な経由地 | 終点     |
| ------ | -------- | ---------- | ---------- | ---------- | ---------- | -------- |
| 名駅24 | 名古屋駅 | 笹島町     | 大門通     | 中村公園   | 稲葉地町   | 大治西条 |
| 中村14 | 中村公園 | ---        | ---        | ---        | 稲葉地町   | 大治西条 |

概要
〔中村14〕は、地下鉄中村公園駅と大治町とを結ぶ路線である。同じく大治町に乗り入れる栄発着の〔幹栄2〕と異なり、大治町中心部を経由して七宝町との境近くの大治西条を起終点とする。〔名駅24〕は、昼間に名古屋駅まで延長したものである。
全区間名鉄バス名古屋・津島線（栄・名鉄バスセンター -大坪・津島）との共同運行区間であるため、共通乗車マークのついた定期券で相互のバスに乗車することが可能である（ただし市バスは前乗後降料金先払い、名鉄バスは後乗前降運賃後払い）。
名古屋市営バスが大治町に乗り入れるのは、名古屋市の浄水場が大治町にある関係でその見返りという意味もある。
沿革
1998年（平成10年）系統再編前の番号は〔51〕であった。
かつては栄発着便も多数あったが、東山線の中村公園までの延伸開業に伴いほとんどの便が中村公園発着に改められ、栄を発着するのは昼間時の毎時1本のみとなった。
1998年の系統再編時に都心側のターミナルが名古屋駅に改められ、系統番号も〔名駅24〕に変わったが、2000年の再編で中村公園発着便については〔中村14〕の系統番号が与えられて分離された。
なお、2003年3月27日の改正まで名鉄バス名古屋・津島線は名古屋市内の一部バス停を通過していたが、同日より共同運行となったために名鉄バス名古屋・津島線は名古屋市営バスと同じバス停に停車する（追い越し追い抜きできない）。
2018年（平成30年）4月1日より名駅24号系統の経由地、中村保健所南停留所の名称が同市の保健所組織改正に伴う名称変更より、中村保健センター南停留所に変更された。2023年（令和5年）1月4日より名称が大門通西に再度変更された。
停留所およびダイヤ
平日朝夕は本数が多く、特に朝は最短5分間隔で運行されている。名鉄バスと合わせると、大治西条発で7時台に22本運行されている。昼間は〔中村14〕と〔名駅24〕が60分毎、中村公園-大治西条では合わせて1時間あたり2本の運行となる。

### 金山22号系統
|     | 起点       | 主な経由地 | 主な経由地   | 主な経由地 | 主な経由地 | 主な経由地 | 主な経由地 | 終点       | 副担当 | 備考                  |
| --- | ---------- | ---------- | ------------ | ---------- | ---------- | ---------- | ---------- | ---------- | ------ | --------------------- |
| 本  | 金山       | 新尾頭町   | 篠原橋       | 地下鉄高畑 | 助光住宅   | 近鉄伏屋   | 春田駅     | 戸田       | 中川   |                       |
| 支1 | 金山       | 新尾頭町   | 篠原橋       | 地下鉄高畑 | 荒中町     | 中島橋     | ---        | 中川車庫前 | 中川   |                       |
| 折1 | 金山       | 新尾頭町   | 篠原橋       | ---        | ---        | ---        | ---        | 地下鉄高畑 | 中川   |                       |
| 折2 | 地下鉄高畑 | 八王子町   | 寺腰         | 助光住宅   | 近鉄伏屋   | 春田駅     | 戸田小学校 | 戸田       | 中川   |                       |
| 支2 | 地下鉄高畑 | 柳瀬町     | 中川青和高校 | 助光住宅   | 近鉄伏屋   | 春田駅     | 戸田小学校 | 戸田       | 中川   |                       |
| 折3 | 地下鉄高畑 | 荒中町     | 荒中町       | 荒中町     | 中島橋     | 中島橋     | 中島橋     | 中川車庫前 | 中川   |                       |
| 支3 | 地下鉄高畑 | 助光住宅   | 富田高校     | 供米田三   | 戸田       | 春田駅     | 助光住宅   | 地下鉄高畑 | 中川   | 左右回り（→が右回り） |

概要
当系統は、金山と中川区伏屋・春田・戸田の各地区とを、八熊通（愛知県道29号弥富名古屋線）を経由して結ぶ路線である。地下鉄とは異なり栄や名古屋駅を経由せず一直線の経路をとっているため所要時間が短い。金山-地下鉄高畑の所要時間は名古屋駅で名鉄名古屋本線またはJRと地下鉄東山線を乗り継ぐよりやや長い（乗り換え、待ち時間を含まない）。
沿革
1998年（平成10年）の系統再編前の番号は〔幹線19〕で、さらにその前は〔133〕であった。
現在の経路になったのは1989年からで、それまでは現在の［支1］が〔133〕で、［折2］［支2］は〔55〕であった。なお、〔55〕は東山線延長までは〔栄23〕（栄 - 中川車庫前）と同様の経路で栄まで運行していた。
2024年3月の再編で中川商校停留所は中川青和高校に改称した。
停留所およびダイヤ
昼間は［本］・［支1］が1時間あたり1本の運行となっている。金山 - 地下鉄高畑間では1時間あたり2本の運行となっている。2019年3月25日の改正より寺腰 - 伏屋が経路変更となり、全便助光住宅・近鉄伏屋経由となった。2014年4月1日の［支3］の運行開始に伴い、それまで1時間あたり1本運行されていた［折2］は減便となり、ごく少数の運行となった。これにより停留所の方向によっては［本］のみ停車する時間帯が生じている。
［支2］は［折2］の野田小学校 - 助光住宅間（寺腰は通過）を中川青和高校経由で北側へ遠回りする形の経路をとっている。平日の朝に地下鉄高畑行き3本と戸田行き2本、平日の夕方に地下鉄高畑行き1本と戸田行き2本のみの運行であり、中川青和高校〜助光住宅間では上下で経路が異なり、戸田行は一方通行の狭隘道路を経由する。
［支3］は2014年4月1日から運行を開始した系統で、助光住宅 - 戸田を八熊通経由でショートカットし、その後本線に合流して地下鉄高畑へ戻る形の循環系統である。日中のみ1時間おきに左回りと右回りを交互に運行する。
［折3］は地下鉄高畑 - 中川車庫前間の出入庫系統扱いでありすべて中川営業所の担当となっているが、本数は少ない（中川住宅経由の〔中.畑〕よりも少ない）。［折1］は金山方面への始発便や平日朝を中心の運行であり、運行本数は少ない。［折3］は〔高畑14〕の区間便としての役割も持つ。

### 金山23号系統
|    | 起点   | 主な経由地 | 主な経由地 | 主な経由地 | 主な経由地 | 主な経由地 | 主な経由地 | 主な経由地 | 終点       | 備考     |
| -- | ------ | ---------- | ---------- | ---------- | ---------- | ---------- | ---------- | ---------- | ---------- | -------- |
| 本 | 金山   | 尾頭橋     | 二女子     | 城西病院   | 地下鉄岩塚 | 岩塚本通四 | 万場大橋   | 千音寺     | 戸田荘     |          |
| 折 | 金山   | 尾頭橋     | 二女子     | 城西病院   | 地下鉄岩塚 | ---        | ---        | ---        | 岩塚本通四 |          |
| 入 | 戸田荘 | →→         | →→         | →→         | →→         | 千音寺     | 万場大橋   | 岩塚本通四 | 地下鉄岩塚 | 最終のみ |

概要
当系統は、金山と中川区万場・赤星の各地区とを、名古屋高速万場線沿いに経由して結ぶ路線である。
沿革
1998年（平成10年）の系統再編前の番号は〔26〕であった。かつては八熊通から篠原橋を経て長良橋に出る路線も存在した。
2019年4月より、城西病院前停留所が城西病院停留所に改称された。
停留所およびダイヤ
平日・土曜・休日とも、昼間は［本］・［折］それぞれ60分毎の運行である。金山-岩塚本通四丁目間では、合わせて1時間あたり2本の運行となっている。

### 中村11号系統
|    | 起点     | 主な経由地 | 主な経由地 | 主な経由地 | 主な経由地 | 主な経由地 | 主な経由地 | 終点   | 備考                       |
| -- | -------- | ---------- | ---------- | ---------- | ---------- | ---------- | ---------- | ------ | -------------------------- |
| 本 | 中村公園 | 地下鉄岩塚 | 並木町     | 堅出       | 横井町     | 松下       | 富田図書館 | 春田駅 | 中村公園行きは横井町を通過 |
| 折 | 中村公園 | 地下鉄岩塚 | 並木町     | 堅出       | ---        | ---        | ---        | 横井町 |                            |

旧〔125〕の支線。1989年の再編で現在の〔折〕が新設され、2003年に横井大橋が架けられたことで現行の経路となった。
平成20年度の営業係数は、141であった。2012年9月1日の改正で、中村公園行き（春田駅発）は横井町に停車しなくなった。
日中は［本］と［折］が毎時1本ずつ、交互に運行。

### 中村12号系統
|    | 起点     | 主な経由地 | 主な経由地 | 主な経由地 | 主な経由地 | 主な経由地 | 主な経由地 | 終点 |
| -- | -------- | ---------- | ---------- | ---------- | ---------- | ---------- | ---------- | ---- |
| 本 | 中村公園 | 地下鉄岩塚 | 岩塚本通四 | 万場大橋   | 松下       | 東春田     | 春田駅     | 服部 |

旧〔120〕。中村公園から岩塚、万場大橋を経由し、島井町交差点から環状2号（国道302号）を南下、終点近くの服部1交差点を左折し、松下地区、春田駅を経由して服部へと向かう路線である。
元々〔120〕は栄から旧12号系統に並行する形で現豊国通四まで向かいそこから南下して現ルートを通り万場小橋から新川沿いを経由して(旧)松下（現松下南）へ向かう路線だった。1982年9月の地下鉄東山線高畑延伸に伴い、中村公園起点の旧〔152〕を吸収する形で中村公園起点となり、終点も(旧)松下から東春田・服部東（現服部2）を経由して服部まで向かうことになった。1985年の国道302号線中川区服部 - 名古屋西JCT開通時に旧新川沿い経由が廃止となり代わりに島井町経由に変更された。国道302号線開通当時は服部東（国道302号線側の方、現服部1）で経路が服部発着と東春田経由(旧)松下発着に分割されていた。
2016年3月までは服部1交差点を直進、春田1交差点を左折して松下地区を反時計回りに一周した後、元来た服部1交差点を今度は東から西へ横断して服部へ向かうという特徴的な経路を持っていたが、これはもともとこの系統に松下行きと服部行きの2路線があり、それをまとめたためである。
1998年までは現在の服部1、服部2バス停が共に「服部東」だったため、同一停留所を二度通る形になっていた。
2003年12月の再編で、〔中村11〕が延長されて松下地区を通ることになったため松下経由を止めたが、2004年4月にもとの経路に戻されている。
平成20年度の営業係数は、147であった。
朝夕ラッシュを除き、毎時1本の運行。

### 中村13号系統
|    | 起点     | 主な経由地 | 主な経由地 | 主な経由地 | 主な経由地 | 主な経由地 | 終点     | 備考                   |
| -- | -------- | ---------- | ---------- | ---------- | ---------- | ---------- | -------- | ---------------------- |
| 本 | 中村公園 | 豊国通四   | 向島町五   | 豊正中学校 | 鴨付町     | 荒輪井     | 稲西車庫 | 表記の停留所にのみ停車 |

〔幹中村1〕や〔中村12〕等、中村公園を発着する系統の出入庫線としての機能も有する系統である。
旧番号は〔12イ〕。もともとは〔114〕古出来町 - 市役所 - 名古屋駅 - 太閤通三丁目（現・地下鉄太閤通）- 中村公園 - 稲西車庫という路線で、後に稲西車庫 - 中村公園 - 本陣 - 名古屋駅 - 笹島町 - 太閤通三丁目（現・地下鉄太閤通）- 中村公園 - 稲西車庫という循環路線に経路変更された。
その後短縮されて名古屋駅 - 笹島町 - 太閤通三丁目（現・地下鉄太閤通）- 中村公園 - 稲西車庫という経路になったが、名古屋駅 - 中村区役所（当時）で桜通線と競合することから1989年の再編時に稲西車庫 - 中村公園 - 中村区役所 - 千成通 - 稲西車庫という循環型の経路に仕立て直された。
1998年の再編で中村区役所 - 中村公園 - 稲西車庫に短縮。
平成30年4月1日より中村保健所南停留所の名称が同市の保健所組織改正に伴う名称変更より、中村保健センター南停留所に変更された。
途中の鴨付町付近に同朋高校・同朋大学・名古屋音楽大学があり、学生の利用が多い。鴨付町付近から区役所（中村公園で地下鉄に乗り換え）へのアクセスという役割も担う。
2016年の再編から2024年の再編までは中村公園まで向かった後、大門通、地下鉄太閤通、名古屋駅(太閤通口)、則武町を経由して地下鉄太閤通に出てから来た道を通って稲西車庫に戻ってくる循環系統があった。運行は日中60分間隔であった。
平成20年度の営業係数は、86であった。2020年度はコロナ禍の影響がありながらも〔幹藤丘1〕および〔平針11〕とともに黒字を維持できた。以降も黒字を続けている。
日中の［本］は毎時2～3本程度の運行。

### 高畑15号系統
|    | 起点   | 主な経由地 | 主な経由地 | 主な経由地 | 主な経由地 | 主な経由地 | 主な経由地 | 主な経由地 | 終点         | 備考  |
| -- | ------ | ---------- | ---------- | ---------- | ---------- | ---------- | ---------- | ---------- | ------------ | ----- |
| 本 | 八田駅 | 地下鉄高畑 | 八王子町   | 助光住宅   | 権野       | 包里       | 西福田     | 両茶橋西   | 南陽交通広場 |       |
| 支 | 八田駅 | 地下鉄高畑 | 八王子町   | 助光住宅   | 権野       | 正江橋     | 知多       | 西茶屋荘   | 南陽交通広場 |       |
| 出 | 権野   | 助光住宅   | 八王子町   | 地下鉄高畑 | ---        | ---        | ---        | ---        | 八田駅       | →のみ |

旧番号は〔35〕。2004年の再編までは中川営業所の担当であった。地下鉄高畑発着の系統のうち八田駅の駅前広場へ乗り入れているのは当該系統と〔高畑13〕、〔深夜2〕の3系統。中川営業所が担当する〔高畑14〕とは同じような起点と終点を有するが、権野付近を除き途中の経路が異なるため、方向幕は「富永 南陽交通広場」「富永 八田駅」または「正江橋 南陽交通広場」「正江橋 八田駅」となっている。［支］は一色新町三丁目交差点を直進するため他系統とは異なり権野回転場前を経由しない。
2014年6月の再編で両茶橋の回転場が廃止、同時にイオンモール名古屋茶屋構内に「南陽交通広場」が開設された関係で終点が変更になった。
2022年4月の再編で前年7月に開通した正江橋（都市計画道路万場藤前線）を経由する支線が新設された。
2024年3月の再編で、両茶橋東停留所が新設され、両茶橋停留所は両茶橋西に改称された。南陽巡回も同様で記述は省略する。
平成20年度の営業係数は、161であった。
日中は［本］と［支］が約30分間隔で交互に運行。〔出〕はもともとは両方向の運行があったのだが、2022年の再編で〔支〕に置き換えられて減便の結果、八田駅行きの始発1便のみとなってしまった。

### 高畑17号系統
|    | 起点       | 主な経由地 | 主な経由地 | 主な経由地 | 主な経由地 | 主な経由地 | 主な経由地 | 終点   |
| -- | ---------- | ---------- | ---------- | ---------- | ---------- | ---------- | ---------- | ------ |
| 本 | 地下鉄高畑 | 荒中町     | 大当郎橋   | 権野       | 包里住宅   | 春田駅     | 千音寺     | 戸田荘 |

本系統は〔幹中村1〕のように岩塚からまっすぐ戸田荘へ向かうのではなく、地下鉄高畑から一旦南西に進んで権野、国道302号、春田駅経由で戸田荘へ向かい、中川区の多くの地域をカバーする大回り経路となっている。1993年の再編で新設された旧〔35〕の支線が前身。その後、系統番号が〔34〕（2代目）に変更されて1998年の再編でそれまでの八王子町経由を現行経路に改め、系統番号を〔中川区〕とする。2000年の再編で〔中川区2〕（現・〔高畑18〕）が新設されたため〔中川区1〕へ変更。2004年10月に現行番号となると同時に所管が中川営業所から変更された。
平成20年度の営業係数は、214であった。
ほぼ終日、毎時1本の運行。地下鉄高畑 - 権野は〔高畑14〕（中島橋経由）や〔高畑15〕（助光住宅経由）とは経路が異なり、大当郎橋を経由する。営業係数が悪いため、中型バスで運行されることがある。

### 春田11号系統・南陽巡回系統
|           |    | 起点   | 主な経由地    | 主な経由地 | 主な経由地 | 主な経由地  | 主な経由地 | 主な経由地   | 主な経由地   | 主な経由地 | 主な経由地  | 主な経由地 | 主な経由地 | 終点         | 備考                                                                 |
| --------- | -- | ------ | ------------- | ---------- | ---------- | ----------- | ---------- | ------------ | ------------ | ---------- | ----------- | ---------- | ---------- | ------------ | -------------------------------------------------------------------- |
| 春田11    | 本 | 春田駅 | 供米田 中学校 | 包里住宅   | 蟹田       | 南陽 中学校 | 知多       | ---          | ---          | ---        | ---         | ---        | ---        | 南陽交通広場 | 8時59分まで→方向、16時以降←方向のみ 中型・小型ノンステップバスで運行 |
| 春田11    | 支 | 春田駅 | 供米田 中学校 | 包里住宅   | 蟹田       | 南陽 中学校 | 知多       | 南陽交通広場 | 南陽町       | 両茶橋北   | ---         | ---        | ---        | 南陽交通広場 | 9時59分まで←方向、16時以降→方向のみ 中型・小型ノンステップバスで運行 |
| 春田11    | 支 | 春田駅 | 供米田 中学校 | 包里住宅   | 蟹田       | 南陽 中学校 | 知多       | ←←           | 南陽町       | 両茶橋北   | ---         | ---        | ---        | 南陽交通広場 | 9時59分まで←方向、16時以降→方向のみ 中型・小型ノンステップバスで運行 |
| 南陽 巡回 | 本 | 戸田荘 | 春田駅        | 供米田三   | 包里       | 西福田      | 両茶橋西   | 南陽町       | 南陽交通広場 | 知多       | 南陽 中学校 | 戸田川緑地 | 西福田     | 河合小橋     | 中型・小型ノンステップバスで運行                                     |

〔南陽巡回〕は地域巡回バス。地下鉄に接続しない。
当初は春田駅 - 包里 - 両茶橋 - 南陽中学校 - 春田駅という循環系統で2010年の再編で、春田駅 - 戸田荘が延長された。
〔春田11〕は〔南陽巡回〕の運行しない朝夕に運行される。
2014年6月の再編で両茶橋の回転場が廃止、同時にイオンモール名古屋茶屋構内に「南陽交通広場」が開設された関係で〔南陽巡回〕は経路および終点を変更、〔春田11〕は終点が変更になった。
なお〔春田11〕の経路はイオンモール名古屋茶屋を取り囲むような循環型（午前は左回り、午後は右回り）になっているが、春田駅方面 - 南陽交通広場 - 春田駅方面という形の乗り越しはできない。
南陽巡回の2007年度における営業係数は、名古屋市営バスの中で最も高い642である。
2008年度の営業係数は、春田11号系統が513、南陽巡回が647であった。
一時営業係数が1000近くまで悪化するほど赤字が大きくなったこともあるが、2014年度以降はイオンモール名古屋茶屋の開店などがあり春田11号系統、南陽巡回とも営業係数は徐々に改善されつつあり、両系統とも400を切れた。2015年度の営業係数は春田11号系統が327、南陽巡回が359であり、2016年度の営業係数は春田11号系統が313、南陽巡回が338であり、2017年度の営業係数は春田11号系統が308、南陽巡回が319であった。
2018年7月より、南陽巡回には「なんピー」という愛称が付いた。

### 中村巡回系統
|    | 起点     | 主な経由地 | 主な経由地 | 主な経由地 | 主な経由地 | 主な経由地   | 主な経由地 | 主な経由地         | 主な経由地 | 主な経由地 | 主な経由地 | 主な経由地 | 主な経由地 | 主な経由地 | 主な経由地 | 終点 | 備考                       |
| -- | -------- | ---------- | ---------- | ---------- | ---------- | ------------ | ---------- | ------------------ | ---------- | ---------- | ---------- | ---------- | ---------- | ---------- | ---------- | ---- | -------------------------- |
| 本 | 稲西車庫 | 岩塚本通四 | 地下鉄岩塚 | 城西病院   | 千成通     | 地下鉄太閤通 | 鷹羽町     | 名古屋駅(太閤通口) | 本陣       | 鳥居通三   | 豊国神社   | 稲葉地公園 | 豊公橋     | 日比津公園 | 新富町     | 本陣 | 中型ノンステップバスで運行 |

2004年10月に新設された地域巡回バス。
前身は〔中村区1〕稲西車庫 - 笹島町 - 稲西車庫。
豊公橋 - 新富町間の新富町交差点- 中村高校前交差点はかつて用水路（惣兵衛川）の一部であった。
2015年4月に経路が若干変更となり、稲葉地公園や名古屋駅（太閤通口）を経由するようになった。
平成20年度の営業係数は、276であった。

### 富田巡回系統
|    | 起点   | 主な経由地 | 主な経由地 | 主な経由地 | 主な経由地 | 主な経由地 | 主な経由地 | 主な経由地 | 主な経由地 | 主な経由地 | 終点 | 備考                       |
| -- | ------ | ---------- | ---------- | ---------- | ---------- | ---------- | ---------- | ---------- | ---------- | ---------- | ---- | -------------------------- |
| 本 | 戸田荘 | 千音寺荘   | 服部       | 富田図書館 | 春田駅     | 松下       | 長須賀     | 近鉄伏屋   | 富田中学校 | 供米田三   | 戸田 | 中型ノンステップバスで運行 |

2004年10月に新設された地域巡回バス。地下鉄に接続しない。2013年4月に若干経路が変更され、宮田荘を経由している。
2008年度の営業係数は、284であった。

### 出入庫系統（稲.本）
|               | 起点 | 主な経由地 | 主な経由地   | 主な経由地 | 主な経由地 | 主な経由地 | 終点     |
| ------------- | ---- | ---------- | ------------ | ---------- | ---------- | ---------- | -------- |
| 出入庫(稲.本) | 本陣 | 鳥居通三   | 中村日赤病院 | 中村公園   | 豊国通     | 鴨付町     | 稲西車庫 |

本陣17時43分（土曜日は17時42分）発、稲西車庫8時13分（土曜日は8時14分）発の1往復のみ運行されている（休日運休）。中村日赤病院停留所は、日本赤十字社愛知医療センター名古屋第一病院の前に設置されている。中村公園までは〔中村13〕と同経路であり、補完路線となっている。本陣と稲西車庫を結ぶ路線としては上述の〔中村巡回〕があるが、同系統とは異なり地下鉄の経路に沿って結んでいるため所要時間が圧倒的に短い。

## 副担当系統

### 幹高畑1号系統
- 詳細は名古屋市営バス中川営業所#幹高畑1号系統を参照。

### 高畑14号系統
- 詳細は名古屋市営バス中川営業所#高畑14号系統を参照。

## 稲西車庫バス停留所
車庫から少し南に行ったところにある。全て当バス停が始発であるため、片方の停留所は降車所となっている。発着する系統は以下の通り。
- 中村13 中村公園行
- 栄24 栄行
- 名駅21 名古屋駅行
- 出入庫 本陣行
- 中村巡回 本陣行

## 車両
元々は三菱自動車（現在は三菱ふそうトラック・バス）製の車両で統一されていたが、入札制の導入や営業所の再編により、現在では他メーカーの車両も多数配置されている。
- 配属車両は以下の通り
  - ノンステップバス：NH、NS、NF、NMH、NMS